# Tanjung Kapal
Tanjung Kapal is een bestuurslaag in het regentschap Bengkalis van de provincie Riau, Indonesië. Tanjung Kapal telt 3172 inwoners (volkstelling 2010).